# Jenin, Syria
Jenin (tiếng Ả Rập: جنين; cũng đánh vần Jinin) là một ngôi làng Syria ở Tỉnh Tartus. Theo Cục Thống kê Trung ương Syria (CBS), Jenin có dân số 896 trong cuộc điều tra dân số năm 2004.